# Gabriela Sabatini
Gabriela Beatriz Sabatini (Buenos Aires, 1970. május 16. –) argentin hivatásos teniszező. Legnagyobb sikere az 1990-es US Openen aratott győzelme. Párosban Steffi Graffal győzedelmeskedtek 1988-ban Wimbledonban. Kétszer diadalmaskodott az év végi WTA Tour Championshipsen is (1988, 1994). 
Az 1988-as szöuli olimpián ezüstérmet szerzett egyéniben, a döntőben Graf verte meg.
Összesen 18-szor jutott be Grand Slam elődöntőbe, ezek közül viszont csak hármat tudott megnyerni.
1989-ben megalapította a saját nevével fémjelzett parfümcégét.
2006-ban a teniszhírességek csarnokának (International Tennis Hall of Fame) tagjai közé választották.

## Grand Slam-döntői

### Győzelmei (1)
| Év   | Helyszín | Ellenfél a döntőben | Eredmény a döntőben |
| 1990 | US Open  | Steffi Graf         | 6–2, 7–6            |

### Elvesztett döntői (2)
| Év   | Helyszín  | Ellenfél a döntőben | Eredmény a döntőben |
| 1988 | US Open   | Steffi Graf         | 6–3, 3–6, 6–1       |
| 1991 | Wimbledon | Steffi Graf         | 6–4, 3–6, 8–6       |